# Setnina (územní jednotka)
Setnina představovala v Anglii, Walesu, Dánsku, Jižní Austrálii, Šlesvicku-Holštýnsku, Švédsku, Norsku, Finsku a některých částech USA nižší územně správní celky. V Anglii a Walesu se pro tyto jednotky používal termín hundred, v Norsku a Dánsku herred, ve Švédsku härad a ve Finsku kihlakunta.
Termín setnina se pro ně používal z toho důvodu, že se původně jednalo o celky schopné vyzbrojit sto mužů.
Jednalo se o tradiční germánský systém, pro něž Tacitus roku 98 použil termín Centeni. Podobný systém kdysi existoval i v Číně a Japonsku.

## Anglie a Wales
V Anglii a Walesu se jednalo o celky, na něž se členila hrabství pro administrativní, vojenské a soudní účely dle zvykového práva. Původně, když byly zavedeny Sasy mezi léty 613 a 1017, se jednalo o celky, které měly dostatek půdy k obživě přibližně sta domácností. V čele setniny stál hundred-man či hundred eolder, jenž zodpovídal za správu, soudnictví, dodávku vojáků, stejně jako vojenské vedení těchto vojenských oddílů. Jeho úřad nebyl dědičný, ale od 10. století se do něho dostávali mužové z vysoce postavených rodů.